# Peter Wessel Zapffe

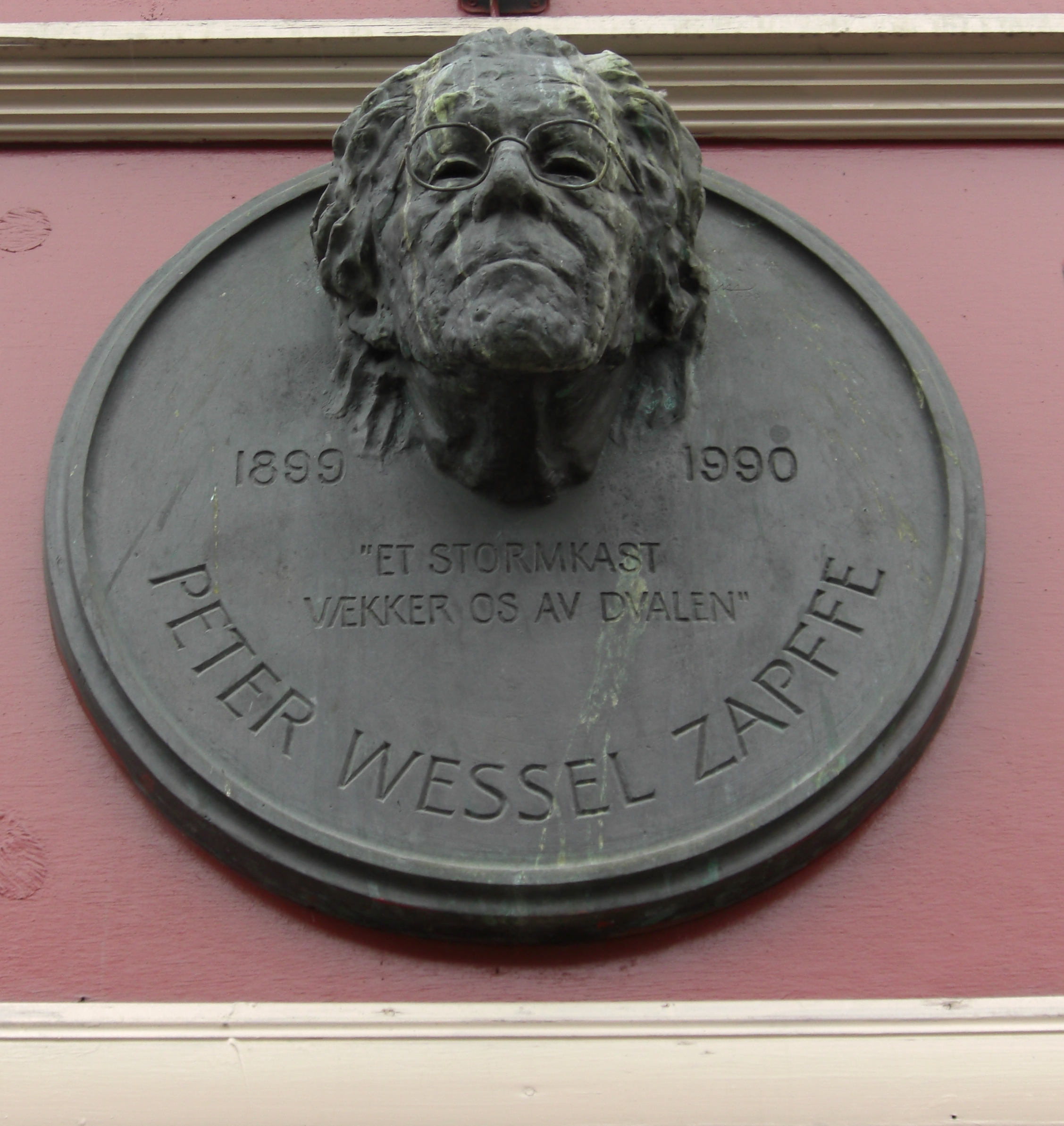
Placa comemorativa para Peter Wessel Zapffe (1899-1990), autor norueguês, filósofo e montanhista; Tronso, Noruega

Peter Wessel Zapffe (18 de dezembro de 1899 – 12 de outubro de 1990) foi um norueguês metafísico, autor, advogado e montanhista. Ele é muitas vezes conhecido por sua visão filosófica pessimista e fatalista da existência humana—o seu sistema de filosofia, em linha com o trabalho do filósofo Arthur Schopenhauer, por quem ele foi inspirado, bem como a sua firme advocacia do antinatalismo. Os seus pensamentos sobre o erro da vida humana são apresentados no ensaio O Último Messias (norueguês: Den sidste Messias, 1933). Este ensaio é uma versão mais curta do seu trabalho mais conhecido, o tratado filosófico Sobre o Trágico (Om det tragiske, 1941).

## Trabalho Filosófico
A visão de Zapffe é que os seres humanos nascem com uma habilidade superdesenvolvida (compreensão, autoconhecimento) que não se encaixa no design da natureza. O anseio humano de justificativa em questões como a vida e a morte não pode ser satisfeito, portanto, a humanidade tem uma necessidade que a natureza não pode satisfazer. A tragédia, seguindo esta teoria, é que os seres humanos passam todo o seu tempo tentando não ser humanos. O ser humano, portanto, é um paradoxo.
No Último Messias, Zapffe descreve quatro principais mecanismos de defesa que a humanidade utiliza para evitar enfrentar esse paradoxo:
- O isolamento é "uma rejeição totalmente arbitrária da consciência de todos os pensamentos e sentimentos perturbadores e destrutivos".
- A ancoragem é a "fixação de pontos no interior, ou a construção de paredes ao redor, a briga líquida da consciência". O mecanismo de ancoragem fornece aos indivíduos um valor ou um ideal que lhes permite concentrar suas atenções de maneira consistente. Zapffe também aplicou o princípio de ancoragem à sociedade e declarou "Deus, a Igreja, o Estado, a moralidade, o destino, as leis da vida, o povo, o futuro" são todos exemplos de firmamentos de ancoragem primários coletivos.
- A distração é quando "se limita a atenção aos limites críticos, cativando-a constantemente por impressões".[3] A distração concentra toda a energia de alguém em uma tarefa ou ideia para impedir que a mente se volte para si mesma.
- A sublimação é o redirecionamento da energia para longe das saídas negativas, em direção às positivas. Os indivíduos se distanciam e olham para sua existência do ponto de vista estético (por exemplo, escritores, poetas, pintores). O próprio Zapffe apontou que suas obras produzidas eram o produto da sublimação.

Zapffe era um alpinista prolífico e teve um interesse muito precoce pelo ambientalismo. Esta forma de conservacionismo da natureza surgiu a partir da intenção, não de proteger a natureza, mas para evitar sua culturalização por humanos. Ele é o autor de muitos contos humorísticos sobre escalada e outras aventuras na natureza.

## Vida pessoal
Zapffe casou-se duas vezes. Ele permaneceu casado com sua segunda esposa, Berit Zapffe até sua morte em 1990. Berit morreu em Maio de 2008. Zapffe permaneceu sem filhos por opção.

## Trabalhos
- Om det tragiske (Pt: Sobre o Trágico), Oslo, 1941 e 1983.
- Den fortapte sønn. Pt dramatisk gjenfortælling (Pt: O Filho Pródigo: Uma Re-narração Dramática), Oslo, 1951.
- Indføring eu litterær dramaturgi (Pt: Introdução à Dramaturgia Literária), Oslo, 1961.
- Den logiske sandkasse. Elementær logikk para universitet og selvstudium (Pt: A Lógica caixa de Areia: Lógica Elementar para a Universidade e para o Estudo Individual), Oslo, 1965.
- Lyksalig pinsefest. Fogo samtaler med Jørgen (Pt: Feliz dia de Pentecostes: Quatro Diálogos com Jørgen), Oslo, 1972.
- Hos doktor Wangel. Pt alvorlig spøk eu fem akter (Pt: Com o Médico Wangel: Uma Sincera Brincadeira em Cinco Atos), pelo Ib Henriksen (pseudônimo.), Oslo, 1974. Jogar.
- Rikets hemmelighet. Pt kortfattet Jesus-biografi (Pt: O Segredo do Reino: Uma Breve Biografia de Jesus), Oslo, 1985.

Coleções de seus escritos mais curtos
- Ensaios og epistler (Pt: Ensaios e epístolas), Oslo, 1967.
- Barske glæder og andre temaer fra et liv sob åpen himmel (Pt: Alegrias Ásperas, e outros temas a partir de uma vida vivida sob o céu aberto), Oslo 1969.
- Spøk og alvor. Epistler og leilighetsvers (Pt: Brincadeira e Sincera: as epístolas e o ocasional de verso), Oslo, 1977.
- Hvordan jeg blev så flink og andre tekster (En: Como eu me Tornei Tão Inteligente, e outros textos), Oslo, 1986.

Outros trabalhos
- Vett og uvett. Stubber fra Troms og Nordland (Pt: o Sentido e o Absurdo: contos de Troms e Nordland) por Einar K. Aas e P. W. Zapffe, Trondheim de 1942. Ilustrado por Kaare Espolin Johnson.